# (400071) 2006 SW167
(400071) 2006 SW167 es un asteroide perteneciente al cinturón de asteroides, descubierto el 25 de septiembre de 2006 por el equipo del Spacewatch desde el Observatorio Nacional de Kitt Peak, Arizona, Estados Unidos.

## Designación y nombre
Designado provisionalmente como 2006 SW167.

## Características orbitales
2006 SW167 está situado a una distancia media del Sol de 2,654 ua, pudiendo alejarse hasta 2,796 ua y acercarse hasta 2,512 ua. Su excentricidad es 0,053 y la inclinación orbital 4,890 grados. Emplea 1579,83 días en completar una órbita alrededor del Sol.

## Características físicas
La magnitud absoluta de 2006 SW167 es 17,2. Tiene 2,741 km de diámetro y su albedo se estima en 0,031.